# Jean-Louis Lebon
Jean-Louis Lebon, né le 13 juin 1967 à Saint-Denis (La Réunion), est un athlète français, spécialiste du lancer du poids. 

## Biographie
Il remporte huit titres de champion de France du lancer du poids, quatre en plein air et quatre en salle.

### Palmarès
- Championnats de France d'athlétisme :
  - 4 fois vainqueur du lancer du poids en 1994, 1995, 1996 et 1997.
- Championnats de France d'athlétisme en salle :
  - 4 fois vainqueur du lancer du poids en 1995, 1996, 1997 et 1998.

### Records
| Épreuve         | Performance | Lieu        | Date                  |
| --------------- | ----------- | ----------- | --------------------- |
| Lancer du poids | 18,63 m     | Paris Bercy | 10 et 11 février 1996 |